# Otavit
Otavit là một khoáng vật cacbonat cadmi hiếm gặp, có công thức hóa học CdCO3. Otavit kết tinh theo hệ ba phương, có ánh adamantin.
Nó được mô tả đầu tiên năm 1906 ở quận Tsumeb gần Otavi, Namibia.